# Baspa
Der Baspa ist ein 75 km langer linker Nebenfluss des Satluj im Bundesstaat Himachal Pradesh im Nordwesten von Indien. 
Der Baspa wird vom Baspagletscher und weiteren Gletschern nahe der indischen Grenze zu Tibet gespeist. Der Fluss strömt in westlicher Richtung durch das Baspatal (auch als Sanglatal bezeichnet). Dieses befindet sich im Himalaya im Südosten des Distrikts Kinnaur. Auf den unteren 40 km ab Chitkul führt eine Straße entlang dem Flusslauf. Nur dieser Abschnitt des Baspatals ist besiedelt. Hauptort des Tals ist Sangla. Unterhalb der Einmündung des Baspa in den Satluj wird dieser von der Karcham-Wangtoo-Talsperre aufgestaut, so dass der Baspa auf einer Länge von etwa einem Kilometer rückgestaut wird.

## Wasserkraftnutzung
Bei Kuppa nahe Sangla, etwa 10 km oberhalb der Mündung, wird der Fluss auf einer Höhe von etwa 2600 m zur Stromerzeugung von einem Wehr aufgestaut und ein Großteil des Wassers über einen 7,95 km langen Stollen und eine 845 m langen Druckleitung dem an der Flussmündung gelegenen Wasserkraftwerk zugeleitet. Das Wehr besitzt nur eine begrenzte Speicherkapazität. Das hydraulische Potential beträgt 702 m. Das im Mai 2003 in Betrieb genommene Wasserkraftwerk verfügt über drei Peltonturbinen zu je 100 MW.